# Transposição literária

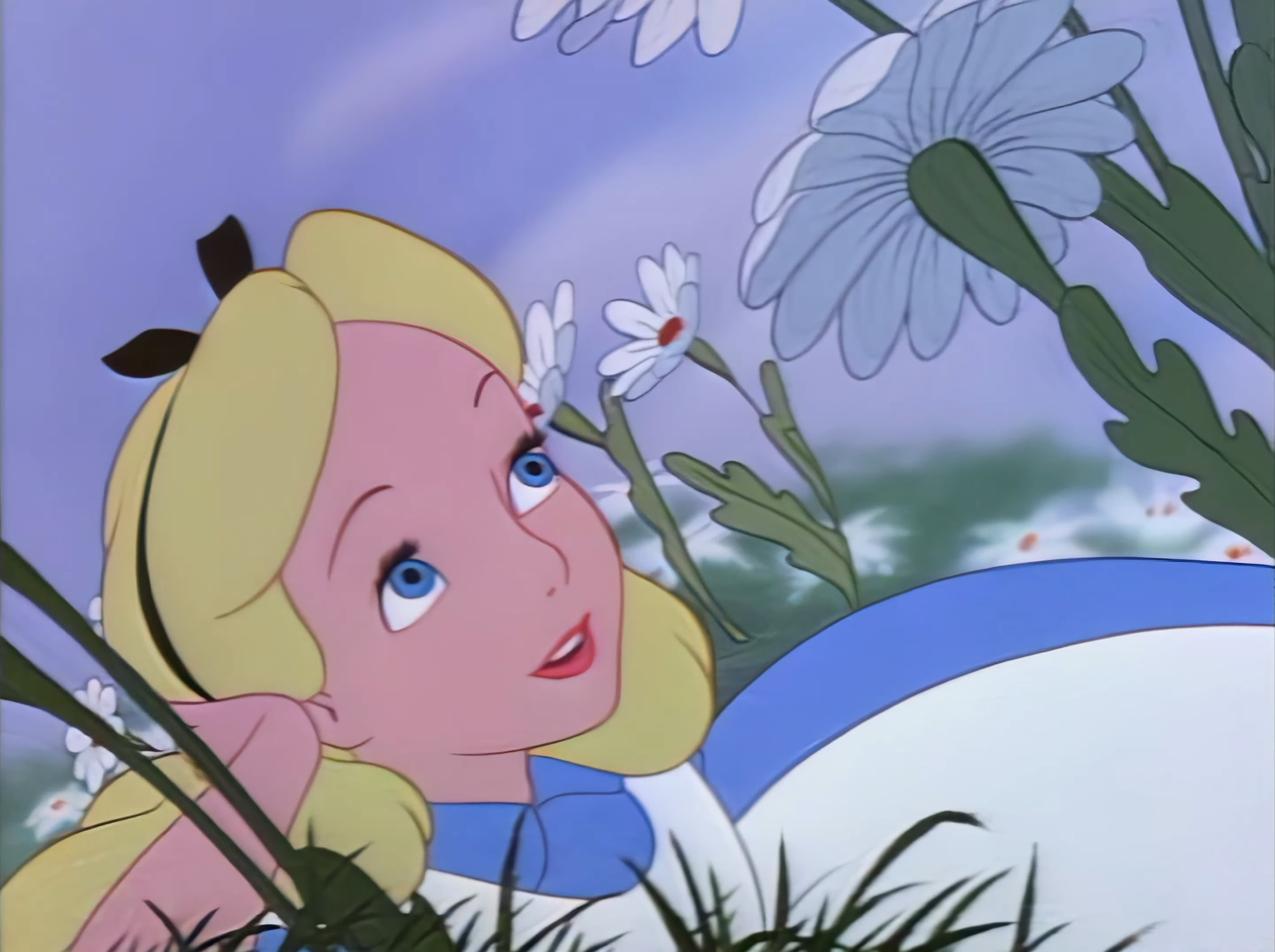
Disney Alice 1951

Transposição literária é a conversão de uma obra de um tipo de narrativa (romance, teatro, poesia, etc.) para outro.
Conforme o tipo de narrativa para o qual foi transposta uma obra, ela pode se chamar:
- Romantização - é a mudança da narrativa original (por exemplo, o roteiro de um filme ou de telenovela) para o formato de romance[1]
- Teatralização - neste caso altera-se a narrativa para uma peça teatral, construindo-se diálogos e cenas a partir de outra narrativa (como é exemplo a teatralização do conto "A Ilha Desconhecida", de Saramago[2]
- Quadrinização - é a conversão duma narrativa para história em quadrinhos/banda desenhada (como exemplo, o trabalho de conversão para quadrinhos do filme Yellow Submarine, dos Beatles, intentada pela Dark Horse Comics[3] O termo mangalização é usado quando a adaptação apresenta influência dos mangás (quadrinhos japoneses).[4]
- Poetização, para o formato em versos.
- Cordelização - transposição para literatura de cordel de outras obras, inclusive em versos. Um exemplo é a obra Recordel, de Virgilio Maia, em que cordeliza trabalhos de Jorge Luis Borges, Câmara Cascudo e outros).[5]
- Adaptação fílmica

Outras formas de transposição podem ocorrer, importando que a narrativa de destino difira daquela de origem.
Um dos exemplos de variadas transposições é o mito de Don Juan, com adaptações para a poesia, como em Don Juan de Lord Byron ou por Baudelaire, para o teatro por Molière ou por Pushkin, em ópera com o Don Giovanni de Mozart, ou os vários filmes (de Don Juan (1926) a Don Juan (1998)).